# Зрнчич-Дим, Натко
Натко Зрнчич-Дим (хорв. Natko Zrnčić-Dim, род. 7 марта 1986, Загреб) — хорватский горнолыжник, призёр чемпионата мира. Специализируется в комбинации.
В Кубке мира Зрнчич-Дим дебютировал в 2004 году, в феврале 2008 года впервые попал в тройку лучших на этапе Кубка мира в комбинации. Всего на сегодняшний день имеет 3 попадания в тройку лучших на этапах Кубка мира, все в комбинации. Лучшим достижением в общем зачёте Кубка мира, является для Зрнчич-Дима 38-е место в сезоне 2009-10.
На Олимпиаде-2006 в Турине, стартовал в четырёх дисциплинах: комбинация - 33-е место, супергигант - 35-е место, гигантский слалом - 25-е место, слалом - 33-е место.
На Олимпиаде-2010 в Ванкувере, стал 33-м в скоростном спуске, сошёл в супергиганте, 20-м в суперкомбинации, 41-м в гигантском слаломе и 19-м в слаломе.
За свою карьеру участвовал в трех чемпионатах мира, завоевал бронзовую медаль на чемпионате мира - 2009 в Валь-д'Изере.
Использует лыжи производства фирмы Atomic.